# 日本女子サッカーリーグ
日本女子サッカーリーグ（にほんじょしサッカーリーグ、頭字語：JWFL）は、日本の女子サッカーリーグ。公益社団法人日本サッカー協会 (JFA) と、一般社団法人日本女子サッカーリーグが主催する。
1部および2部リーグの愛称はなでしこリーグ。

## 概要
日本女子サッカーリーグは1989年に創設された女子の全国リーグで、日本女子アマチュアサッカーのトップリーグに位置している。現在は2部制を導入しており、なでしこリーグ1部（12チーム）、なでしこリーグ2部（12チーム）によって構成されている。2020年までは1部10チーム、2部10チーム、チャレンジ12チームの3部制だった。
加盟チームは日本プロサッカーリーグ（Jリーグ）傘下のクラブチーム、実業団チーム、市民クラブ（NPO法人、株式会社等）、学校法人等様々な形態をとっている。
2020年まで選手は、1部、2部のなでしこリーグは社会人・大学生が主体だが、3部リーグのチャレンジリーグのチームの中には中学生・高校生が中心のチームもある。また男子のトップリーグであるJリーグが、ほぼプロ選手で構成されているのに対し、日本女子サッカーリーグは選手の多くがアマチュアである。
リーグの呼称は第6回大会の前期まで略称「JLSL」、同大会後期から2005年シーズンまでは略称「L・リーグ」が使用された。
2004年に愛称が「なでしこリーグ」に決定した。L・リーグの名称は、規約上は残っているため、文書などでは見られることもある。
2010年、なでしこリーグ改革により1部リーグを10チームからなる「なでしこリーグ」、残りのチームは新規参入チームとともに「チャレンジリーグ」に再編された。
2015年、なでしこリーグを2部制に改編、すべてのチームがトップリーグを目指す編成に再編。高校女子チームなどトップリーグを目指す代わりに強化目的のため参加する場合は、3部の「チャレンジリーグ」までとする。
2021年、プロリーグである日本女子プロサッカーリーグ（リーグ名称：WEリーグ）が発足し、なでしこリーグを2部制に再編した。

## 参加チーム
- ■ ： 登録選手の年代
- 大学生 ： 大学生・短期大学生・専門学校生
- ◎ ： 登録選手の多数を占める
- △ ： 登録される場合あり
- 下部 ： 下部組織登録選手

### なでしこリーグ1部
なでしこリーグ1部2025に参加するチームは以下の通り。
| チーム名                         | 所在地             | 所在地                                   | 選手          | 選手          | 選手   | 選手   |
| -------------------------------- | ------------------ | ---------------------------------------- | ------------- | ------------- | ------ | ------ |
| チーム名                         | 都市               | 位置                                     | プロ / 社会人 | プロ / 社会人 | 高校生 | 中学生 |
| チーム名                         | 都市               | 位置                                     | 大学生        |               | 高校生 | 中学生 |
| オルカ鴨川FC                     | 千葉県鴨川市       |                                          | ◎             | △             | 下部   | 下部   |
| スフィーダ世田谷FC               | 東京都世田谷区     | 北緯35度38分11.3秒 東経139度36分26.1秒   | ◎             | ◎             | 下部   | 下部   |
| 日体大SMG横浜                    | 神奈川県横浜市     | 北緯35度33分37.3秒 東経139度29分55秒     | ◎             | ◎             | 下部   | 下部   |
| ニッパツ横浜FCシーガルズ         | 神奈川県横浜市     |                                          | ◎             | △             | 下部   | 下部   |
| 静岡SSUボニータ                  | 静岡県磐田市       | 北緯34度41分51.9秒 東経137度51分34.7秒   | △             | ◎             | 下部   | 下部   |
| 朝日インテック・ラブリッジ名古屋 | 愛知県名古屋市     |                                          | ◎             | △             | 下部   | 下部   |
| 伊賀FCくノ一三重                 | 三重県伊賀市       | 北緯34度47分24.4秒 東経136度8分44.4秒    | ◎             | △             | 下部   | 下部   |
| スペランツァ大阪                 | 大阪府高槻市       | 北緯34度51分5.2秒 東経135度37分8.9秒     | ◎             | △             | 下部   | 下部   |
| ASハリマアルビオン               | 兵庫県姫路市       | 北緯34度50分7.0秒 東経134度40分12.6秒    | ◎             | △             | 下部   | 下部   |
| 岡山湯郷Belle                    | 岡山県美作市       | 北緯35度0分9.2秒 東経134度8分1.7秒       | ◎             | △             | 下部   | 下部   |
| 愛媛FCレディース                 | 愛媛県松山市       | 北緯33度49分23.5秒 東経132度47分34.7秒   | ◎             | ◎             | 下部   | 下部   |
| ヴィアマテラス宮崎               | 宮崎県児湯郡新富町 | 北緯32度04分23.26秒 東経131度29分30.62秒 | ◎             | △             | 下部   | 下部   |

### なでしこリーグ2部
なでしこリーグ2部2025に参加するチームは以下の通り。
| チーム名                     | 所在地               | 所在地                                   | 選手          | 選手          | 選手   | 選手   |
| ---------------------------- | -------------------- | ---------------------------------------- | ------------- | ------------- | ------ | ------ |
| チーム名                     | 都市                 | 位置                                     | プロ / 社会人 | プロ / 社会人 | 高校生 | 中学生 |
| チーム名                     | 都市                 | 位置                                     | 大学生        |               | 高校生 | 中学生 |
| JFAアカデミー福島            | 福島県楢葉町         | 北緯35度14分16.3秒 東経138度55分36.9秒   | -             | -             | ◎      | ◎      |
| バニーズ群馬FCホワイトスター | 群馬県前橋市         |                                          | ◎             | △             | 下部   | 下部   |
| VONDS市原FCレディース        | 千葉県市原市         |                                          |               |               |        |        |
| 南葛SC WINGS                 | 東京都葛飾区         |                                          |               |               |        |        |
| 大和シルフィード             | 神奈川県大和市       | 北緯35度28分28秒 東経139度27分29.2秒     | ◎             | -             | 下部   | 下部   |
| SEISA OSAレイア湘南FC        | 神奈川県中郡大磯町   | 北緯35度18分57.4秒 東経139度17分15秒     | ◎             |               | 下部   | 下部   |
| FCふじざくら山梨             | 山梨県南都留郡鳴沢村 | 北緯36度06分14.56秒 東経140度05分07.44秒 | ◎             |               | 下部   | 下部   |
| ヴィアティン三重レディース   | 三重県桑名市         |                                          | ◎             |               | 下部   | 下部   |
| ディオッサ出雲FC             | 島根県出雲市         |                                          | ◎             |               | 下部   | 下部   |
| 吉備国際大学Charme岡山高梁   | 岡山県高梁市         | 北緯34度47分50秒 東経133度37分25.5秒     | △             | ◎             | 下部   | 下部   |
| ディアヴォロッソ広島         | 広島県安芸郡熊野町   |                                          | ◎             |               | 下部   |        |
| FC今治レディース             | 愛媛県今治市         |                                          | ◎             | ◎             | 下部   | 下部   |

## 過去の参加チーム

### WEリーグに参加
- マイナビベガルタ仙台レディース
- 浦和レッズレディース
- ちふれASエルフェン埼玉
- ジェフユナイテッド市原・千葉レディース
- FC十文字VENTUS
- 日テレ・東京ヴェルディベレーザ
- ノジマステラ神奈川相模原
- アルビレックス新潟レディース
- AC長野パルセイロ・レディース
- INAC神戸レオネッサ
- セレッソ大阪堺レディース

### 地域リーグへ降格
- 清水第八スポーツクラブ / 清水第八プレアデス：2001年-2010年、2003年-2014年
- 益城ルネサンス熊本：2000年-2010年、2015年
- 常盤木学園高等学校：2010年-2019年
- 新潟医療福祉大学女子サッカー部：2015年-2020年
- セレッソ大阪堺ガールズ：2018年-2020年
- ノルディーア北海道：2010年-2011年、2015年-2023年
- つくばFCレディース：2015年-2024年
- 福岡J・アンクラス：2006年-2017年、2020年-2024年

### 解散・活動縮小など
- 日産FCレディース：1989-1993年
- 新光精工FCクレール / TOKYO SHiDAX LSC：1989-1996年
- 清水FCレディース / 鈴与清水FCラブリーレディース：1989-1998年
- 神戸FCレディース / 田崎真珠神戸FC / 田崎神戸レディース / 田崎ペルーレFC / TASAKIペルーレFC：1989年-2008年
- 日興證券ドリームレディース：1991-1998年
- フジタ天台SCマーキュリー / フジタサッカークラブ・マーキュリー：1991-1998年
- シロキFCセレーナ：1993-1998年
- 浦和レディースFC：1994年
- OKI FC Winds：1996-1999年
- YKK東北女子サッカー部フラッパーズ / YKK AP東北女子サッカー部フラッパーズ / 東京電力女子サッカー部マリーゼ：2000-2010年
  - 選手の多くをベガルタ仙台レディースが引き受け、日本女子サッカーリーグに参入。
- HOYOスカラブFC：2013年
- アギラス神戸：2010年-2011年
- バニーズ京都SC：1991年-2020年
  - 選手の多くを群馬FCホワイトスターが引き受け、日本女子サッカーリーグに参入。
- JAPANサッカーカレッジレディース：2012年-2016年（2022年活動休止）
- アンジュヴィオレ広島：2012年-2022年[8]
- ジュ ブリーレ 鹿児島：2008年-2013年（2008年は準加盟参加、2023年解散）

## 大会規定
2025年度

### なでしこリーグ1部
- 12チームによる2回戦総当たりリーグ戦（全22節）
選手の登録
  - 日本サッカー協会に登録している当該年度3月31日現在、満12歳以上である選手。ただし小学校在学中の選手は登録不可。
  - 外国人枠は登録5人まで、同時出場は3人まで。
  - 各試合の登録エントリー選手は1チーム18名まで、選手交代は3回（HTを除く）、5名以内。
- 試合時間 45分ハーフ・90分。同点の場合引き分け。
- 勝ち点と順位決定 勝ち3、引き分け1、負け0。勝ち点が同じ場合は全体の得失点差→全体の総得点→当該チームの勝ち点→当該チーム得失点差→反則ポイント→実行委員会が必要とした場合に限り順位決定戦→抽選で決定する。
入替戦（1部と2部の入替）
  - なでしこリーグ1部の12位チームとなでしこリーグ2部の1位チームは自動入れ替え。
  - なでしこリーグ1部の11位チームとなでしこリーグ2部2位のチームは入替戦を実施し、勝者が1部へ昇格または残留する。

賞金額（強化費）
  - 優勝 400万円
  - 2位 200万円
  - 3位 100万円

### なでしこリーグ2部
- 12チームによる2回戦総当たりリーグ戦（全22節）
- 選手の登録等は上記のなでしこリーグ1部と同様
入替戦
  - なでしこリーグ2部12位チームと2部入替戦予選大会1位チーム、なでしこリーグ2部11位チームと2部入替戦予選大会2位チームの入替戦を実姉し、勝者が2部へ昇格または残留する。

賞金額（強化費）
  - 優勝 50万円
  - 2位  30万円
  - 3位  10万円

### チャレンジリーグ
2020年まで
- 2チームを「EAST」「WEST」それぞれ6チームに分け、3回戦総当たりリーグ戦（全15節・90試合） を実施。
- 全90試合終了後、「EAST」および「WEST」の1位と2位、3位と4位、5位と6位が3グループに分かれ、各グループ4チームにてプレーオフを行い、順位を決定する。
選手の登録
  - 日本サッカー協会に登録している選手で、平成17年（2005年）3月31日以前生まれの選手（小学生は登録不可）
  - 登録人数の制限なし
  - 「下部組織チーム」として登録しているチームから5名まで登録することができる。
  - 外国籍選手は5名登録、3名までが出場できる。
  - 各試合にエントリーできる選手は16名以内
  - 各試合の選手の交代は5名以内

入替戦（地域リーグとの入替）
  - チャレンジリーグ12位と参入決定戦1位、チャレンジリーグ11位と参入決定戦2位がそれぞれホーム＆アウェイで入れ替え戦を行う。
  - 勝者が残留または昇格する。

### 指導者資格
出典: 一般社団法人日本女子サッカーリーグ 　加盟基準
トップチーム監督
- なでしこリーグ1部
  - JFA公認A級コーチジェネラル以上のライセンス保持者。
- なでしこリーグ2部
  - JFA公認B級コーチ以上のライセンス保持者。

コーチ陣やアカデミースタッフについては特に規定無し。

## 歴史

### 日本女子サッカーリーグの誕生
1960年代から70年代にかけて日本ではサッカー競技を行う女性が少しずつ見られはじめ、やがて全国各地でチームが結成されるようになると、地域ごとの小規模なリーグによる試合が展開された。
それにより1980年から全日本女子サッカー選手権大会が開催されるようになった。
1991年に行われるFIFA女子ワールドカップの新設と、1990年に行われる第11回アジア競技大会で女子サッカーが正式種目になることを受け、代表チームの強化を視野に入れた全国リーグ「日本女子サッカーリーグ」が1989年に創設された。当時の男子サッカー全国リーグの「日本サッカーリーグ」の略称「JSL」に倣って「JLSL」という略称もつけられた。
1991年の第3回大会からJLSLは10チームに拡大。つづく第4回（1992年）には下部リーグ「JLSLチャレンジリーグ」も設けられ、JLSLの最下位チームと入れ替え戦を行うようになった。

### 「L・リーグ」
1994年には、前年にプロ化した男子リーグが「Jリーグ」という略称を制定して人気を博したことなどにより、9月8日に略称「L・リーグ」を発表。後期日程の始まる10月から使用された。つづいて9月28日にはL・リーグ公式テーマソング「WE ARE THE WINNERS」が発表され、翌年には各チームのイメージソングも続々と作られた。
このころにはほとんどのチームが専用のグラウンドを持ち、クラブハウスを持つチームも誕生。プロ契約選手も登場し、世界中からも多くの外国人選手の集まる「世界最高の女子リーグ」と呼ばれていた。

### リーグ消滅の危機
アトランタオリンピック（1996年）で日本女子代表が3戦全敗したことが影響し、観客が激減。さらにシドニーオリンピックへの出場権を逃したことや、バブル経済の崩壊から企業をバックにもつチームの相次ぐ解散や地域クラブ化、またプロ契約選手や外国人選手が次々と契約解除にあうなどがおこる。
1998年のシーズン中にフジタサッカークラブ・マーキュリー、日興證券ドリームレディースが続けて廃部を発表。リーグ終了後の理事会では翌シーズンから各チームに求めていた運営分担金を3分の1に減らし外国人選手（日本に帰化した選手は除く 2000年に再開されたが、当初は外国人の登録がなかった）を登録しないことなどを決め、規模を縮小して8チームで行うことを決めたが、1999年1月の全日本女子サッカー選手権大会終了後には鈴与清水FCラブリーレディースとシロキFCセレーナが相次いで脱退を表明。リーグ衰退の危機に直面することになった。
そのため1999年からはチャレンジマッチ（←チャレンジリーグ）を廃止し、浦和レイナスFCの新規参入と、試験的にではあるが大学リーグから日本体育大学女子サッカー部を受け入れを行いチーム数を揃えることとした。しかしその年のシーズン後、日本体育大学女子サッカー部は有力選手が卒業するなど毎年平均した戦力が整わない事によるレベルの違いなどを理由にわずか1年で撤退し、またOKI FC Windsの解散、プリマハム、松下電器のチームスポンサーから撤退によるクラブチーム化（伊賀フットボールクラブくノ一、スペランツァF.C.高槻）、そしてメインスポンサー（旭国際開発）撤退による宝塚バニーズレディースサッカークラブの市民チーム化があり、企業の撤退によるチーム基盤の弱体化からリーグ全体のレベル低下を招くこととなった。

### リーグ再興への模索
2000年からL・リーグは、経費節減などを目的に東西の地域別に分けた「一次リーグ」と、その成績により上位リーグと下位リーグに分けた「決勝リーグ」を行い、試合観戦を無料とした。これは有料開催にすると会場により基本料金が無料開催の2ないし5倍と大幅に上がる上、その収益に応じて会場使用料をさらに追加することになるため、たとえ1000円という比較的安価な入場料ではあっても徴収するとかえって経費が掛かるということを鑑みた。
しかし「サッカーをすること」そして「日本女子代表になること」を目的とする選手を中心に構成された従来から所属の「セミプロクラブ」や「実業団チーム」と、「サッカーを楽しむ」ことを目的とする「市民クラブチーム」との対戦とが一次リーグでは生じ、レベルや意識の違いから対戦の際にさまざまな弊害が指摘された。また経費節減を優先するあまり、2003年度まではJリーグ・東京ヴェルディ1969の練習場である稲城市のヴェルディグラウンドなど、スタンドや得点表示のない会場での試合がいくつか見られた。
だが2003年に行われた第4回女子ワールドカップにより女子サッカーに対する関心が再び高まり、10月23日にはJリーグ・東京ヴェルディ1969対清水エスパルスの後座試合として、日テレ・ベレーザ対宝塚バニーズの試合がL・リーグとしては初めての国立霞ヶ丘競技場陸上競技場において開催されるなど、少しずつ人気回復への策が取られるようになっていった。

### 二部制の導入と「なでしこ」人気
2004年からは上位と下位の各8チームずつの二部制に移行。L1の最下位とL2の1位チームが自動入れ替えとなった。ただしL2リーグについては2004年は6チーム、2005年は7チームの参加だった。
6月に開幕したこのシーズンは日本サッカー協会の掲げる「キャプテンズ・ミッション」に「女子サッカーの活性化」が盛り込まれたことなどにより、すべてスタンドのある会場で実施された。経費節減の関係から電光掲示板を使用しなかったり選手名の表示がなかったりではあったが、4月に行われたアテネオリンピック・アジア予選により女子サッカーに注目が集まったこともあって、以前に比べて多くの観客が訪れるようになった。とくにオリンピック中断前では最後の試合となる7月25日の日テレ・ベレーザ対TASAKIペルーレFC戦（稲城中央公園総合グラウンド）では女子サッカーでは異例の2500人もの観客を集めた。
オリンピック本戦では「なでしこジャパン」という愛称を与えられたサッカー日本女子代表がベスト8の成績を収めて女子サッカーへの注目が集まったため、9月には新たに「なでしこリーグ」という愛称が採用された。これは、これからの世界規模の大会でのなでしこジャパンの躍進をL・リーグから作ろうという趣旨が込められ、これはまた「なでしこ」を日本女子サッカーのブランドとすることによりリーグへの注目を高めるという狙いもあるといわれている。
この年のリーグ戦はさいたまレイナスFCが初優勝を飾った。
翌2005年は兵庫県神戸市を本拠地とするINACレオネッサが4月からL2に加盟。L1・L2ともに3回戦での総当たり（リーグ）戦を行った。リーグ開幕の直前には男子の富士ゼロックス・スーパーカップに相当するなでしこスーパーカップが新設され、L・リーグチャンピオンが全日本女子サッカー選手権大会の優勝チームと対戦。日テレ・ベレーザが浦和レッズレディースを破って初代女王となった。
また6月26日には日テレ・ベレーザ対浦和レッズレディース戦（ひたちなか市総合運動公園陸上競技場）が試験的に「有料試合」（小学生以上・前売り700円、当日800円）で行われ観客1095人が訪れた。

### 「mocなでしこリーグ」
2006年、日本女子サッカーリーグはブライダル産業やレストランなどを展開するモック（moc）を協賛スポンサーに迎え、「mocなでしこリーグ」としてスタートすることになった。
また福岡県春日市を本拠地とする福岡女学院フットボールクラブのトップチームが福岡J・アンクラスとしてディビジョン2に加盟し、宝塚バニーズは本拠地を京都府に移して「バニーズ京都サッカークラブ」となった。
ディビジョン1の優勝チームにはモック（moc）のグループ会社であるアイプリモから1億円のティアラが贈呈されることとなり、なでしこリーグオールスターで初披露ののち、公募により「アイプリモ なでしこクイーンズ ティアラ」と名づけられ、日テレ・ベレーザが初代授与チームとなった。
2007年は序盤にTASAKIペルーレFCが無敗で独走しかけたが、後半にベレーザの追い上げにあい、勝ち点8差を逆転されてベレーザが3連覇を達成した。

### 「plenusなでしこリーグ」
2008年開幕前にモック（moc）のリーグスポンサー撤退が発表された。3年契約の予定を、スポンサーの都合により2年で撤退したことから「なでしこスーパーカップ」が中止になる等、一時的に「メインスポンサー無し」による影響がでたが、開幕直前に株式会社プレナス（plenus）と3年間のトップ・パートナー契約を結び、リーグ名称を「plenusなでしこリーグ」とすることになり、オールスターも開催が決定した。
また、鹿児島県鹿児島市を本拠地とする鹿児島鴨池フットボールクラブアサヒナがディビジョン2に準加盟し、全17チームで運営されることになった。
2009年はTASAKIペルーレFCの休部による退会とジュ ブリーレ 鹿児島（鹿児島鴨池フットボールクラブアサヒナ改め）の正式加盟により全16チームで運営されることになった。
浦和レッドダイヤモンズ・レディースが日テレ・ベレーザに勝ち点11の差をつけて移管後では初、さいたまレイナスFC時代を含めると2回目の優勝を遂げた。
リーグ戦終了後に行われた入れ替え戦で福岡J・アンクラスがスペランツァF.C.高槻を破り、2010年から再編される新たな「なでしこリーグ」に参加する10チームが決定した。

### 「プレナス なでしこリーグ」
2010年、10チームからなる全国リーグの「プレナス なでしこリーグ」（1部リーグ）、東西各6チームからなる東日本・西日本地域の「プレナス チャレンジリーグ EAST/WEST」（2部リーグ）にリーグ再編された。またこれまで2部リーグは全ての参加チームの中で上位に入ったチームに1部の下位との入れ替え戦出場権を与えたが、2010年度からJリーグの方式に倣って「なでしこリーグ準加盟制度」を開始。なでしこリーグ（1部）昇格の権利はチャレンジリーグ（2部）所属の準加盟チーム限定となった。
また、2009年より大韓民国において女子サッカーリーグ「WKリーグ」が発足されたのに伴い、日韓リーグ優勝クラブによる対抗戦「日韓女子リーグチャンピオンシップ」が創設された。

### 2011年の女子サッカーブーム
サッカー日本女子代表が2011年のFIFA女子ワールドカップで優勝を果たすと、この影響はなでしこリーグにも影響を及ぼし、1万人を超える観客が詰め掛けた試合もあった。
大会後、三井住友カードとトヨタ自動車がオフィシャルスポンサーになった。このうちトヨタは全国の営業所の協力を得る。2012年からはコナミデジタルエンタテインメントおよび全国ファインスチール流通協議会（トタン板の流通に関する団体）、（株）ドール（バナナ販売・栽培）もオフィシャルスポンサー、またナックの家庭用ミネラルウオーター「クリクラ」がカップ戦協賛社となった。
2013年2月21日、国連難民高等弁務官事務所の日本の窓口、国連UNHCR協会とパートナーシップを締結したと発表した。
2014年、なでしこリーグの試合方式が変更され、10チーム2回総当たりの予選リーグ「レギュラーシーズン」と、レギュラーシーズンの成績を参考として上位6チームと下位4チームによる順位決定リーグ「エキサイティングシリーズ」の2本立てで行われ、年間優勝はエキサイティングシリーズ上位リーグの1位クラブに与えられる方式を採用。なでしこリーグカップが廃止となった。

### 2015年・3部リーグ制へ
2014年3月、日本女子サッカーリーグは2014年から3年間の計画でクラブ運営や選手のプレー環境向上を目指す構想を始めることにし、その一環として、現在の1部（なでしこリーグ）:10・2部（チャレンジリーグ）:16を見直して、2015年から、新1部:10・新2部:10・新3部（チャレンジリーグ）:最大12に再編をする。
このうち1部リーグは、Jリーグクラブライセンス制度を参考に「サッカーに専念できる選手を最低3人以上保有する」「15歳以下のアカデミーチームを保有する」 などを義務付けるとしている。
また2部リーグについては、1部リーグの昇格を念頭に置いて参加するチームのみで構成するとともに、大学・高校などの強化目的で参加していたチームについては、原則としてチャレンジリーグ（3部）への参加とする。
2016年シーズンは3季ぶりになでしこリーグカップが復活した。
2017年2月、リーグの公式Twitterを開始。

### 2021年・WEリーグ発足に伴う再編
2019年7月、日本サッカー協会の理事会において「なでしこジャパン」の強化などを目的として女子プロリーグ発足に向けた設立準備室を新設することになった。2020年東京オリンピック後の2021年スタートを目指している。新プロリーグは、「なでしこジャパン」の強化や女子サッカーの普及を担うだけでなく、女性の社会進出やスポーツ環境における男女平等の実現も理念としている。なお、なでしこリーグはアマチュアリーグとして存続させるという。
2020年6月3日、日本サッカー協会はオンライン記者発表会を開催し、2021年秋に開幕する日本初の女子プロサッカーリーグの名称「WEリーグ」(うぃーりーぐ、Women Empowerment League、WE LEAGUE）とロゴ（.WE LEAGUE）、リーグの理念、ビジョン、大会方式を発表した。
その後これを受け、2021年の日本女子サッカーリーグは、なでしこリーグ1部・2部の二部編成（1部12チーム、2部8チーム）とすることが2020年12月21日に発表された。

## 歴代リーグ戦結果
| 年度 | 優勝                               | 優勝                               | 優勝                               |                                        |                                        |                          |
| ---- | ---------------------------------- | ---------------------------------- | ---------------------------------- | -------------------------------------- | -------------------------------------- | ------------------------ |
| 1989 | 清水FCレディース                   | 清水FCレディース                   | 清水FCレディース                   |                                        |                                        |                          |
| 1990 | 読売サッカークラブ女子・ベレーザ   | 読売サッカークラブ女子・ベレーザ   | 読売サッカークラブ女子・ベレーザ   |                                        |                                        |                          |
| 1991 | 読売サッカークラブ女子・ベレーザ   | 読売サッカークラブ女子・ベレーザ   | 読売サッカークラブ女子・ベレーザ   |                                        |                                        |                          |
| 1992 | 読売日本サッカークラブ女子ベレーザ | 読売日本サッカークラブ女子ベレーザ | 読売日本サッカークラブ女子ベレーザ |                                        |                                        |                          |
| 年度 | 年間優勝                           | 前期優勝                           | 後期優勝                           |                                        |                                        |                          |
| 1993 | 読売日本サッカークラブ女子ベレーザ | 鈴与清水FCラブリーレディース       | 読売日本サッカークラブ女子ベレーザ |                                        |                                        |                          |
| 1994 | 松下電器LSCバンビーナ              | 読売西友ベレーザ                   | 松下電器LSCバンビーナ              |                                        |                                        |                          |
| 1995 | プリマハムFCくノ一                 | プリマハムFCくノ一                 | プリマハムFCくノ一                 |                                        |                                        |                          |
| 1996 | 日興證券ドリームレディース         | 日興證券ドリームレディース         | 日興證券ドリームレディース         |                                        |                                        |                          |
| 1997 | 日興證券ドリームレディース         | 読売西友ベレーザ                   | 日興證券ドリームレディース         |                                        |                                        |                          |
| 1998 | 日興證券ドリームレディース         | 日興證券ドリームレディース         | 日興證券ドリームレディース         |                                        |                                        |                          |
| 1999 | プリマハムFCくノ一                 | プリマハムFCくノ一                 | NTVベレーザ                        |                                        |                                        |                          |
| 年度 | 年間優勝                           | 東日本リーグ1位                    | 西日本リーグ1位                    |                                        |                                        |                          |
| 2000 | 日テレ・ベレーザ                   | 日テレ・ベレーザ                   | 田崎ペルーレFC                     |                                        |                                        |                          |
| 2001 | 日テレ・ベレーザ                   | 日テレ・ベレーザ                   | 田崎ペルーレFC                     |                                        |                                        |                          |
| 2002 | 日テレ・ベレーザ                   | 日テレ・ベレーザ                   | 田崎ペルーレFC                     |                                        |                                        |                          |
| 2003 | 田崎ペルーレFC                     | YKK東北女子サッカー部フラッパーズ  | 田崎ペルーレFC                     |                                        |                                        |                          |
| 年度 | L・リーグ1部(L1)優勝               | L・リーグ1部(L1)優勝               | L・リーグ1部(L1)優勝               | L・リーグ2部(L2)優勝                   | L・リーグ2部(L2)優勝                   |                          |
| 2004 | さいたまレイナスFC                 | さいたまレイナスFC                 | さいたまレイナスFC                 | 岡山湯郷Belle                          | 岡山湯郷Belle                          |                          |
| 2005 | 日テレ・ベレーザ                   | 日テレ・ベレーザ                   | 日テレ・ベレーザ                   | INACレオネッサ                         | INACレオネッサ                         |                          |
| 年度 | なでしこリーグ ディビジョン1優勝   | なでしこリーグ ディビジョン1優勝   | なでしこリーグ ディビジョン1優勝   | なでしこリーグ ディビジョン2優勝       | なでしこリーグ ディビジョン2優勝       |                          |
| 2006 | 日テレ・ベレーザ                   | 日テレ・ベレーザ                   | 日テレ・ベレーザ                   | アルビレックス新潟レディース           | アルビレックス新潟レディース           |                          |
| 2007 | 日テレ・ベレーザ                   | 日テレ・ベレーザ                   | 日テレ・ベレーザ                   | 東京電力女子サッカー部マリーゼ         | 東京電力女子サッカー部マリーゼ         |                          |
| 2008 | 日テレ・ベレーザ                   | 日テレ・ベレーザ                   | 日テレ・ベレーザ                   | ジェフユナイテッド市原・千葉レディース | ジェフユナイテッド市原・千葉レディース |                          |
| 2009 | 浦和レッズレディース               | 浦和レッズレディース               | 浦和レッズレディース               | ASエルフェン狭山FC                     | ASエルフェン狭山FC                     |                          |
| 年度 | なでしこリーグ優勝                 | なでしこリーグ優勝                 | なでしこリーグ優勝                 | チャレンジリーグEAST優勝               | チャレンジリーグWEST優勝               |                          |
| 2010 | 日テレ・ベレーザ                   | 日テレ・ベレーザ                   | 日テレ・ベレーザ                   | 常盤木学園高等学校（※）                | スペランツァF.C.高槻                   |                          |
| 2011 | INAC神戸レオネッサ                 | INAC神戸レオネッサ                 | INAC神戸レオネッサ                 | 常盤木学園高等学校（※）                | FC高梁吉備国際大学Charme（※）          |                          |
| 年度 | なでしこリーグ優勝                 | なでしこリーグ優勝                 | なでしこリーグ優勝                 | チャレンジリーグ優勝                   | チャレンジリーグ優勝                   |                          |
| 2012 | INAC神戸レオネッサ                 | INAC神戸レオネッサ                 | INAC神戸レオネッサ                 | ベガルタ仙台レディース                 | ベガルタ仙台レディース                 |                          |
| 2013 | INAC神戸レオネッサ                 | INAC神戸レオネッサ                 | INAC神戸レオネッサ                 | 常盤木学園高等学校（※）                | 常盤木学園高等学校（※）                |                          |
| 年度 | なでしこリーグES優勝               | なでしこリーグES優勝               | なでしこリーグRS優勝               | チャレンジリーグ優勝                   | チャレンジリーグ優勝                   |                          |
| 2014 | 浦和レッズレディース               | 浦和レッズレディース               | 岡山湯郷Belle                      | スペランツァFC大阪高槻                 | スペランツァFC大阪高槻                 |                          |
| 年度 | なでしこリーグ1部ES優勝            | なでしこリーグ1部ES優勝            | なでしこリーグ1部RS優勝            | なでしこリーグ2部優勝                  | なでしこリーグ2部優勝                  | チャレンジリーグ優勝     |
| 2015 | 日テレ・ベレーザ                   | 日テレ・ベレーザ                   | 日テレ・ベレーザ                   | AC長野パルセイロ・レディース           | AC長野パルセイロ・レディース           | 常盤木学園高等学校（※）  |
| 年度 | なでしこリーグ1部優勝              | なでしこリーグ1部優勝              | なでしこリーグ1部優勝              | なでしこリーグ2部優勝                  | なでしこリーグ2部優勝                  | チャレンジリーグ優勝     |
| 2016 | 日テレ・ベレーザ                   | 日テレ・ベレーザ                   | 日テレ・ベレーザ                   | ノジマステラ神奈川相模原               | ノジマステラ神奈川相模原               | オルカ鴨川FC             |
| 2017 | 日テレ・ベレーザ                   | 日テレ・ベレーザ                   | 日テレ・ベレーザ                   | 日体大FIELDS横浜                       | 日体大FIELDS横浜                       | 静岡産業大学磐田ボニータ |
| 2018 | 日テレ・ベレーザ                   | 日テレ・ベレーザ                   | 日テレ・ベレーザ                   | 伊賀FCくノ一                           | 伊賀FCくノ一                           | 大和シルフィード         |
| 2019 | 日テレ・ベレーザ                   | 日テレ・ベレーザ                   | 日テレ・ベレーザ                   | 愛媛FCレディース                       | 愛媛FCレディース                       | FC十文字VENTUS           |
| 2020 | 浦和レッズレディース               | 浦和レッズレディース               | 浦和レッズレディース               | スフィーダ世田谷FC                     | スフィーダ世田谷FC                     | JFAアカデミー福島        |
| 年度 | なでしこリーグ1部優勝              | なでしこリーグ1部優勝              | なでしこリーグ1部優勝              | なでしこリーグ2部優勝                  | なでしこリーグ2部優勝                  |                          |
| 2021 | 伊賀FCくノ一三重                   | 伊賀FCくノ一三重                   | 伊賀FCくノ一三重                   | JFAアカデミー福島（§）                 | JFAアカデミー福島（§）                 |                          |
| 2022 | スフィーダ世田谷FC                 | スフィーダ世田谷FC                 | スフィーダ世田谷FC                 | 静岡SSUボニータ                        | 静岡SSUボニータ                        |                          |
| 2023 | オルカ鴨川FC                       | オルカ鴨川FC                       | オルカ鴨川FC                       | ヴィアマテラス宮崎                     | ヴィアマテラス宮崎                     |                          |
| 2024 | ヴィアマテラス宮崎                 | ヴィアマテラス宮崎                 | ヴィアマテラス宮崎                 | 岡山湯郷Belle                          | 岡山湯郷Belle                          |                          |

1. 1 2 3 4  斜め文字（※マーク）のチームは「なでしこリーグ準加盟」ではなかったため、優勝しても入れ替え戦出場はできず。
2. ↑  斜め文字（§マーク）のチームは1部加盟基準を満たしていなかったため、1部との入れ替えの対象チームとならなかった[22]。

### 優勝回数
| チーム名                       | 回数 | 優勝年度                                                                                             |
| ------------------------------ | ---- | --- |
| 日テレ・東京ヴェルディベレーザ | 17   | 1990, 1991, 1992, 1993, 2000, 2001, 2002, 2005, 2006, 2007, 2008, 2010, 2015, 2016, 2017, 2018, 2019 |
| 浦和レッズレディース           | 4    | 2004, 2009, 2014, 2020                                                                               |
| 伊賀FCくノ一三重               | 3    | 1995, 1999, 2021                                                                                     |
| 日興證券ドリームレディース     | 3    | 1996, 1997, 1998                                                                                     |
| INAC神戸レオネッサ             | 3    | 2011, 2012, 2013                                                                                     |
| 鈴与清水FCラブリーレディース   | 1    | 1989                                                                                                 |
| スペランツァFC大阪高槻         | 1    | 1994                                                                                                 |
| TASAKIペルーレFC               | 1    | 2003                                                                                                 |
| スフィーダ世田谷FC             | 1    | 2022                                                                                                 |
| オルカ鴨川FC                   | 1    | 2023                                                                                                 |
| ヴィアマテラス宮崎             | 1    | 2024                                                                                                 |

- 2024年10月13日時点
- 前後期制の時期は年間成績、2部制の時期は1部リーグを対象に集計
- 現存するチームの名称は、現在のチーム名で統一
- 撤退したチームの名称は、撤退時のチーム名で統一

### 昇降格
- 2部制導入まで（1989-2002）

| 年度 | リーグへの加盟 | リーグからの降格   | リーグからの脱退                                                                                            |
| ---- | --- | ------------------ | --- |
| 1989 | 読売サッカークラブ女子・ベレーザ 新光精工FCクレール 日産FCレディース 清水FCレディース プリマハムFCくノ一 田崎真珠神戸レディース | -                  | - |
| 1990 | 日興證券ドリームレディース フジタ天台SCマーキュリー 松下電器レディースサッカークラブ・バンビーナ 旭国際バニーズ                 | -                  | - |
| 1991 | - | -                  | - |
| 1992 | シロキFCセレーナ | 田崎神戸レディース | - |
| 1993 | 浦和本太レディースFC | -                  | 日産FCレディース                                                                                            |
| 1994 | 田崎ペルーレFC | 浦和レディースFC   | - |
| 1995 | OKIレディーサンダース | -                  | TOKYO SHiDAX LSC                                                                                            |
| 1996 | - | -                  | - |
| 1997 | - | -                  | - |
| 1998 | 浦和レイナス 日本体育大学女子サッカー部                                                                                         | -                  | 日興證券ドリームレディース フジタサッカークラブ・マーキュリー 鈴与清水FCラブリーレディース シロキFCセレーナ |
| 1999 | ジェフユナイテッド市原レディース YKK東北女子サッカー部フラッパーズ ルネサンス熊本フットボールクラブ                             | -                  | OKI FC Winds 日本体育大学女子サッカー部                                                                     |
| 2000 | 清水第八スポーツクラブ | -                  | - |
| 2001 | ASエルフェン狭山FC | -                  | - |
| 2002 | 大原学園JaSRA女子サッカークラブ 岡山湯郷Belle                                                                                   | -                  | - |

- 2部制導入から3部制導入まで（2003-2013）

| 年度 | 2部→1部昇格                                                       | 1部→2部降格 | 地域→2部昇格 | 2部→地域降格                                        | リーグからの脱退 |
| ---- | ----------------------------------------------------------------- | --- | --- | --------------------------------------------------- | ---------------- |
| 2003 | -                                                                 | 岡山湯郷Belle ASエルフェン狭山FC 清水第八スポーツクラブ ジェフユナイテッド市原レディース ルネサンス熊本フットボールクラブ | アルビレックス新潟レディース | -                                                   | -                |
| 2004 | 岡山湯郷Belle                                                     | 大原学園JaSRA女子サッカークラブ                                                                                           | INACレオネッサ | -                                                   | -                |
| 2005 | INACレオネッサ                                                    | 宝塚バニーズ | 福岡J・アンクラス | -                                                   | -                |
| 2006 | アルビレックス新潟レディース 大原学園JaSRA女子サッカークラブ      | 東京電力女子サッカー部マリーゼ スペランツァF.C.高槻                                                                       | - | -                                                   | -                |
| 2007 | 東京電力女子サッカー部マリーゼ                                    | 大原学園JaSRA女子サッカークラブ                                                                                           | 鹿児島鴨池フットボールクラブアサヒナ                                                                                              | -                                                   | -                |
| 2008 | ジェフユナイテッド市原・千葉レディース スペランツァF.C.高槻       | 伊賀フットボールクラブくノ一                                                                                              | - | -                                                   | TASAKIペルーレFC |
| 2009 | ASエルフェン狭山FC 伊賀フットボールクラブくノ一 福岡J・アンクラス | スペランツァF.C.高槻 | 日本体育大学学友会女子サッカー部 JFAアカデミー福島 静岡産業大学女子サッカー部 常盤木学園高等学校 FOOTBALL CLUB AGUILAS ASC Adooma | -                                                   | -                |
| 2010 | -                                                                 | - | 吉備国際大学 スフィーダ世田谷FC                                                                                                   | 清水第八プレアデス ルネサンス熊本フットボールクラブ | -                |
| 2011 | スペランツァF.C.高槻                                              | ベガルタ仙台レディース （東京電力女子サッカー部マリーゼ）                                                                 | JAPANサッカーカレッジレディース 愛媛FCレディース                                                                                  | ノルディーア北海道                                  | アギラス神戸     |
| 2012 | ベガルタ仙台レディース FC高梁吉備国際大学Charme                   | ASエルフェン狭山FC 福岡J・アンクラス                                                                                      | 清水第八プレアデス セレッソ大阪レディース HOYOスカラブFC ノジマステラ神奈川                                                       | -                                                   | -                |
| 2013 | ASエルフェン狭山FC                                                | スペランツァFC大阪高槻 | ASハリマ アルビオン アンジュヴィオレ広島                                                                                          | ジュ ブリーレ 鹿児島                                | HOYOスカラブFC   |

- 3部制導入後（2014-2019）

| 年度 | 2部→1部昇格                                     | 1部→2部降格                                         | 3部→2部昇格                               | 2部→3部降格                                                                                                | 地域→3部昇格 | 3部→地域降格                    | リーグからの脱退  |
| ---- | ----------------------------------------------- | --------------------------------------------------- | ----------------------------------------- | --- | --- | ------------------------------- | ----------------- |
| 2014 | スペランツァFC大阪高槻                          | FC吉備国際大学Charme                                | -                                         | JFAアカデミー福島 常盤木学園高等学校サッカー部 静岡SSUアスレジーナ セレッソ大阪堺レディース バニーズ京都SC | ノルディーア北海道 つくばFCレディース 横浜FCシーガルズ 大和シルフィード 新潟医療福祉大学女子サッカー部 NGU名古屋FCレディース 益城ルネサンス熊本フットボールクラブ | 清水第八プレアデス              | -                 |
| 2015 | AC長野パルセイロ・レディース                    | ASエルフェン埼玉                                    | セレッソ大阪堺レディース 横浜FCシーガルズ | 福岡J・アンクラス JAPANサッカーカレッジレディース                                                          | オルカ鴨川FC | 益城ルネサンス熊本FC            | -                 |
| 2016 | ノジマステラ神奈川相模原 ちふれASエルフェン埼玉 | コノミヤ・スペランツァ大阪高槻 岡山湯郷Belle        | オルカ鴨川FC                              | アンジュヴィオレ広島                                                                                       | FC十文字VENTUS | JAPANサッカーカレッジレディース | -                 |
| 2017 | 日体大 FIELDS 横浜 セレッソ大阪堺レディース     | ちふれASエルフェン埼玉 伊賀フットボールクラブくノ一 | 静岡産業大学磐田ボニータ バニーズ京都SC   | FC吉備国際大学Charme コノミヤ・スペランツァ大阪高槻                                                        | セレッソ大阪堺ガールズ | -                               | 福岡J・アンクラス |
| 2018 | 伊賀フットボールクラブくノ一                    | セレッソ大阪堺レディース                            | 大和シルフィード                          | 岡山湯郷Belle                                                                                              | - | -                               | -                 |
| 2019 | 愛媛FCレディース セレッソ大阪堺レディース       | AC長野パルセイロ・レディース 日体大FIELDS横浜       | FC十文字VENTUS                            | 静岡産業大学磐田ボニータ                                                                                   | 福岡J・アンクラス | 常盤木学園高等学校              | -                 |

- WEリーグ創設後（2020-）

| 年度 | WEリーグ参入 | 2部→1部昇格 | 1部→2部降格                  | 地域→2部昇格 | 2部→地域降格                         | リーグからの脱退                                      |
| ---- | --- | --- | ---------------------------- | --- | ------------------------------------ | ----------------------------------------------------- |
| 2020 | 浦和レッズレディース INAC神戸レオネッサ 日テレ・東京ヴェルディベレーザ アルビレックス新潟レディース ジェフユナイテッド市原・千葉レディース マイナビベガルタ仙台レディース ノジマステラ神奈川相模原 ちふれASエルフェン埼玉 AC長野パルセイロ・レディース FC十文字VENTUS | スフィーダ世田谷FC オルカ鴨川FC ニッパツ横浜FCシーガルズ ASハリマ アルビオン 大和シルフィード 日体大 FIELDS 横浜 アンジュヴィオレ広島 スペランツァFC大阪高槻 NGUラブリッジ名古屋 | -                            | JFAアカデミー福島 静岡SSUアスレジーナ 福岡J・アンクラス ノルディーア北海道 つくばFCレディース 岡山湯郷Belle 吉備国際大学Charme岡山高梁 群馬FCホワイトスター | -                                    | セレッソ大阪堺ガールズ 新潟医療福祉大学女子サッカー部 |
| 2021 | - | バニーズ群馬FCホワイトスター | 大和シルフィード             | ディアヴォロッソ広島 ヴィアティン三重レディース | -                                    | -                                                     |
| 2022 | - | 静岡SSUボニータ 大和シルフィード | -                            | FCふじざくら山梨 ヴィアマテラス宮崎 | -                                    | アンジュヴィオレ広島                                  |
| 2023 | セレッソ大阪堺レディース | ヴィアマテラス宮崎 | 大和シルフィード             | SEISA OSAレイア湘南FC FC今治レディース ディオッサ出雲FC | ノルディーア北海道                   |                                                       |
| 2024 | - | 岡山湯郷Belle | バニーズ群馬FCホワイトスター | VONDS市原FCレディース 南葛SC WINGS | つくばFCレディース 福岡J・アンクラス |                                                       |

1. ↑  1部制のリーグから2部リーグ（L2）への移行チーム。
2. ↑  ベガルタ仙台レディースは、東日本大震災のため休部した東京電力女子サッカー部マリーゼ（2011年はリーグ戦参加辞退）から移管された際、2012年のリーグ戦は2部リーグ（チャレンジリーグ）へ降格の上で参加するものとされた。詳細は2011 日本女子サッカーリーグ#東日本大震災の影響を参照。
3. ↑  旧チャレンジリーグ（2部相当）から新チャレンジリーグ（3部相当）への移行チーム。
4. ↑  旧チャレンジリーグ（2部相当）から地域リーグへの降格チーム。
5. ↑  ちふれASエルフェン埼玉、AC長野パルセイロ・レディース、FC十文字VENTUSはなでしこリーグ2部からの参入、他はなでしこリーグ1部からの参入。
6. ↑  アンジュヴィオレ広島、スペランツァFC大阪高槻、NGUラブリッジ名古屋は3部（チャレンジリーグ）からの参入。
7. ↑  群馬FCホワイトスターは地域リーグからの参入、他は3部（チャレンジリーグ）からの参入。

## 歴代開催方式
| 名称 (年度)     | 参加チーム数                                            | 開催方式 |
| --------------- | ------------------------------------------------------- | --- |
| 第1回 (1989-90) | 6                                                       | 6チームの2回総当り。80分（40分ハーフ）の成績のみで、勝ったチームに勝ち点2、引き分けは1点、負け0点。勝ち点が同じ場合は得失点差(当時の呼び名は「ゴールディファレンス」)→総得点(いずれも多い方)→総失点(少ない方)→直接対決の成績→順位決定戦（必要と認めた場合のみ。行わない時は抽選）の順（以下同じ）で決定。 |
| 第2回 (1990-91) | 6                                                       | 総当り回数が3回に変更された以外は第1回と同じ。 |
| 第3回 (1991-92) | 10                                                      | 4チーム増加して10チームによる2回戦総当りに。外国籍選手について「登録4名、ベンチ入り3名」と規定。そのほかは1回と同じ。 |
| 第4回 (1992)    | 10                                                      | シーズン後半にはL・リーグに参加を希望するチームを対象とした「JLSLチャレンジリーグ」が開催され、同大会の優勝チームとL・リーグの年間最下位のチームがホーム・アンド・アウェーの2回制（成績はまず2試合の総得点を優先）による入れ替え戦を行った。 |
| 第5回 (1993-94) | 10                                                      | Jリーグと同じようにVゴール延長方式→PK戦の完全決着方式を実施。 また、年間2回総当りを1回ずつ前・後期に区切って開催し、それぞれのステージの1位チームが年度優勝をかけて1試合による決勝戦（チャンピオンシップ）を行った。（同一チーム優勝の場合はそのチームが年度優勝となり決定戦を行わない）3位以下の順位は勝ち星数を最優先とし、同数の場合は80分（第7回からは90分）の勝ち星の多いチームが上位に。以下、得失点差など上記レギュレーションにより決定した。 通常の試合時間は第6回（1994年）までは80分だったが、第7回（1995年）から男子と同様の90分（45分ハーフ）に変更された。 「JLSLチャレンジリーグ」との入れ替え戦も引き続き制定されたが、JLSL（L・リーグ）所属チームの脱退により実施されない年もあった。 |
| 第6回 (1994)    | 10                                                      | Jリーグと同じようにVゴール延長方式→PK戦の完全決着方式を実施。 また、年間2回総当りを1回ずつ前・後期に区切って開催し、それぞれのステージの1位チームが年度優勝をかけて1試合による決勝戦（チャンピオンシップ）を行った。（同一チーム優勝の場合はそのチームが年度優勝となり決定戦を行わない）3位以下の順位は勝ち星数を最優先とし、同数の場合は80分（第7回からは90分）の勝ち星の多いチームが上位に。以下、得失点差など上記レギュレーションにより決定した。 通常の試合時間は第6回（1994年）までは80分だったが、第7回（1995年）から男子と同様の90分（45分ハーフ）に変更された。 「JLSLチャレンジリーグ」との入れ替え戦も引き続き制定されたが、JLSL（L・リーグ）所属チームの脱退により実施されない年もあった。 |
| 第7回 (1995)    | 10                                                      | Jリーグと同じようにVゴール延長方式→PK戦の完全決着方式を実施。 また、年間2回総当りを1回ずつ前・後期に区切って開催し、それぞれのステージの1位チームが年度優勝をかけて1試合による決勝戦（チャンピオンシップ）を行った。（同一チーム優勝の場合はそのチームが年度優勝となり決定戦を行わない）3位以下の順位は勝ち星数を最優先とし、同数の場合は80分（第7回からは90分）の勝ち星の多いチームが上位に。以下、得失点差など上記レギュレーションにより決定した。 通常の試合時間は第6回（1994年）までは80分だったが、第7回（1995年）から男子と同様の90分（45分ハーフ）に変更された。 「JLSLチャレンジリーグ」との入れ替え戦も引き続き制定されたが、JLSL（L・リーグ）所属チームの脱退により実施されない年もあった。 |
| 第8回 (1996)    | 10                                                      | Jリーグと同じようにVゴール延長方式→PK戦の完全決着方式を実施。 また、年間2回総当りを1回ずつ前・後期に区切って開催し、それぞれのステージの1位チームが年度優勝をかけて1試合による決勝戦（チャンピオンシップ）を行った。（同一チーム優勝の場合はそのチームが年度優勝となり決定戦を行わない）3位以下の順位は勝ち星数を最優先とし、同数の場合は80分（第7回からは90分）の勝ち星の多いチームが上位に。以下、得失点差など上記レギュレーションにより決定した。 通常の試合時間は第6回（1994年）までは80分だったが、第7回（1995年）から男子と同様の90分（45分ハーフ）に変更された。 「JLSLチャレンジリーグ」との入れ替え戦も引き続き制定されたが、JLSL（L・リーグ）所属チームの脱退により実施されない年もあった。 |
| 第9回 (1997)    | 10                                                      | Jリーグと同じようにVゴール延長方式→PK戦の完全決着方式を実施。 また、年間2回総当りを1回ずつ前・後期に区切って開催し、それぞれのステージの1位チームが年度優勝をかけて1試合による決勝戦（チャンピオンシップ）を行った。（同一チーム優勝の場合はそのチームが年度優勝となり決定戦を行わない）3位以下の順位は勝ち星数を最優先とし、同数の場合は80分（第7回からは90分）の勝ち星の多いチームが上位に。以下、得失点差など上記レギュレーションにより決定した。 通常の試合時間は第6回（1994年）までは80分だったが、第7回（1995年）から男子と同様の90分（45分ハーフ）に変更された。 「JLSLチャレンジリーグ」との入れ替え戦も引き続き制定されたが、JLSL（L・リーグ）所属チームの脱退により実施されない年もあった。 |
| 第10回 (1998)   | 10                                                      | Jリーグと同じようにVゴール延長方式→PK戦の完全決着方式を実施。 また、年間2回総当りを1回ずつ前・後期に区切って開催し、それぞれのステージの1位チームが年度優勝をかけて1試合による決勝戦（チャンピオンシップ）を行った。（同一チーム優勝の場合はそのチームが年度優勝となり決定戦を行わない）3位以下の順位は勝ち星数を最優先とし、同数の場合は80分（第7回からは90分）の勝ち星の多いチームが上位に。以下、得失点差など上記レギュレーションにより決定した。 通常の試合時間は第6回（1994年）までは80分だったが、第7回（1995年）から男子と同様の90分（45分ハーフ）に変更された。 「JLSLチャレンジリーグ」との入れ替え戦も引き続き制定されたが、JLSL（L・リーグ）所属チームの脱退により実施されない年もあった。 |
| 第11回 (1999)   | 8                                                       | 年間2回総当りを1回ずつ前・後期に区切って開催し、各ステージ1位チーム同士で1試合による決勝戦を行った。 Vゴール延長戦が廃止され、90分制、勝ち点制（勝ち3、引き分け1、負け0）が復活。勝ち点が同じ場合のレギュレーションは上記に同じ。 |
| 第12回 (2000)   | 9 (東4/西5)                                             | 前期は東西2ブロックによる2回総当り（参加チーム数は各年度により異なる）の地域リーグを行い、その成績により上位2チームずつの4チームが後期・上位リーグ（2回総当り）へ、それ以外は後期・下位リーグ（1回総当り）に回る。 勝ち点、順位の決定方法は第11回大会に同じ。 |
| 第13回 (2001)   | 10 (東5/西5)                                            | 前期は東西2ブロックによる2回総当り（参加チーム数は各年度により異なる）の地域リーグを行い、その成績により上位2チームずつの4チームが後期・上位リーグ（2回総当り）へ、それ以外は後期・下位リーグ（1回総当り）に回る。 勝ち点、順位の決定方法は第11回大会に同じ。 |
| 第14回 (2002)   | 11 (東6/西5)                                            | FIFAワールドカップ開催の影響を受け、前期リーグを短縮(東西2ブロックの1回総当り)。後期以降の方式は第11～13回大会に同じ。 |
| 第15回 (2003)   | 13 (東7/西6)                                            | 前期は第11〜13回と同じく東西2ブロックによる2回総当りの地域リーグ戦を行い、各ブロック上位3チームずつが後期・上位リーグ（2回総当り）に進出するとともに、2004年度の第16回大会でのL1リーグ（1部）参入が自動的に決定する。 それ以外の7チームは後期・下位リーグ（1回総当り）に回り、5位以下は自動的にL2リーグ（2部）参入。上位4チームで更に1回総当りによる「2004 L1参入チーム決定戦」を行い、上位2チームがL1リーグ、下位2チームがL2リーグへそれぞれ回る。 |
| 2004 (第16回)   | L1:8 L2:6                                               | 完全1・2部制を実施し、L1リーグは8チーム2回総当り、L2リーグは6チーム3回総当りの成績（勝ち点などのレギュレーションは第11〜15回に同じ）で順位を決定し、L1の8位とL2の1位チームが翌年度自動入れ替えとなる。 |
| 2005 (第17回)   | L1:8 L2:7                                               | L1は8チーム、L2は7チームのいずれも3回総当り（勝ち点等のレギュレーション、入れ替え方式は前回と同じ）とする。 |
| 2006 (第18回)   | D1:8 D2:8                                               | ディビジョン1（L1改め）は2段階方式を採用。 （予選リーグ） 2回戦総当りのリーグ戦 （決勝リーグ） 上位4チームによる上位リーグと残り4チームによる下位リーグを各々行う（1回総当り。勝ち点、得点失点等は予選リーグとの合算）。 ディビジョン2（L2改め）は1チーム増の8チームによる3回戦総当りのリーグ戦。 ディビジョン1の最下位とディビジョン2の1位チームは自動入れ替え。ディビジョン1の7位とディビジョン2の2位で入れ替え戦を実施する。 |
| 2007 (第19回)   | D1:8 D2:8                                               | ディビジョン1、ディビジョン2とも8チームによる3回戦総当りとする。 入れ替え方式は前回と同じ。 |
| 2008 (第20回)   | D1:8 D2:9                                               | ディビジョン1は8チームによる3回戦総当りを、ディビジョン2は9チーム（うち1チームは準加盟）による2回戦総当りを行なう。 入れ替え方式は当初、前回と同じ予定だったが、当シーズン限りで1チームの退会が決まったため、ディビジョン1最下位チーム（退会チームを除く）が自動降格からディビジョン2の2位との入れ替え戦実施に変更。ディビジョン2の1位は自動昇格。 |
| 2009 (第21回)   | D1:8 D2:8                                               | ディビジョン1、ディビジョン2とも8チームによる3回戦総当りとする。 ディビジョン1の最下位とディビジョン2の3位チームで入れ替え戦を実施する。ディビジョン2の1位と2位は自動昇格。 |
| 2010 (第22回)   | なでしこ:10 チャレンジ:12 (東:6/西:6)                   | なでしこリーグは10チームの2回戦総当たり、チャレンジリーグは東西それぞれ6チームの3回戦総当たりを行う。 入れ替え方式は、なでしこリーグの10位チームと「なでしこリーグ&チャレンジリーグ入替戦出場チーム決定戦」1位チームによる入替戦を行う（ホーム・アンド・アウェーの2試合）。 （※）「入替戦出場チーム決定戦」に出場できるのは「なでしこリーグ準加盟チーム」のみで、チャレンジリーグ東西各地区の(準加盟)上位2チーム(計4チーム)が出場する。ただし、各々地区でリーグ順位が最下位となった(準加盟)チームは下位の入替戦(チャレンジリーグ&地域リーグ)へ回る事とし、上記「決定戦」への出場資格を失う。 |
| 2011 (第23回)   | なでしこ:9 チャレンジ:12 (東:6/西:6)                    | 基本は2010年に同じだが、なでしこリーグ・東京電力マリーゼが震災と原発事故の影響で参加辞退となったため、本年度は9チームで実施。 入れ替え戦の仕組みが一部変更され、チャレンジリーグからなでしこリーグに昇格できる権利は「準加盟」のみであることは従来通りだが、チャレンジリーグの東西各地区の上位2位までに入り、かつ準加盟チームの最高位（両地区1チームずつ）同士による「入れ替え戦出場チーム決定戦」に勝利することが必要。ただし地区2位以上に入った準加盟チームが東西どちらかのみの場合は、その最高位チームが自動的に入れ替え戦に出場。両地区とも2位以上に準加盟チームが入らなかった場合は入れ替えを行わない。                                                                                          |
| 2012 (第24回)   | なでしこ:10 チャレンジ:12                               | なでしこリーグは2010年の方式に同じでチーム数が10チームに戻る。チャレンジリーグはチーム数12は従来に同じであるが、これまでの東西2つのグループ戦による形式をやめて1リーグ制とし、12チームによる2回総当りとする。また、2013年度からチャレンジリーグのチーム数を16に増やすことになり、「チャレンジリーグ入れ替え戦予備戦」出場チームから上位4チームが自動昇格（4チーム以下の場合予備戦無し）、5チーム以上あった場合、5・6位のチームとチャレンジリーグの11・12位チームが入れ替え戦を行う。 |
| 2013 (第25回)   | なでしこ:10 チャレンジ:16                               | なでしこリーグは昨年と同じく10チームによる2回戦総当たりで行われる。今年からチーム数が16に増えたチャレンジリーグは、16チームを前年度の成績により8チームずつ2ブロックに分け、2回戦総当たりのリーグ戦を開催した後対戦しなかったもう一方のリーグに所属するチームと各1試合対戦する。なお順位についてはグループ別ではなく、22試合終了時の総合成績を基として決定 |
| 2014 (第26回)   | なでしこ:10 チャレンジ:16                               | なでしこリーグは2段階方式を採用。 （予選リーグ） 10チームによる2回総当たり。 （決勝リーグ） 予選リーグの成績を基に上位6チームと下位4チームとに分かれてそれぞれに総当たりリーグを行い、最終順位は決勝リーグの成績によって決定する。また予選リーグから一定の勝ち点を決勝リーグに移行する。チャレンジリーグは前年に同じ。 |
| 2015 (第27回)   | なでしこ1部:10 なでしこ2部:10 チャレンジ:12 (東:6/西:6) | なでしこリーグ1部は前年と同じく2段階方式を採用する。前年との違いは、決勝リーグの上位リーグが2回戦総当たり（全10試合）から1回戦総当たり（全5試合）に変更されたことである。 なでしこリーグ2部は、3回戦総当たり（全27試合）で行われる。 チャレンジリーグ（3部相当）は12チームを東西2グループに分け、3回戦総当たり（全15試合）のリーグ戦を行い、東西上位2チームずつ4チームでのプレーオフ（1回戦総当たり）で順位を決定する。 |
| 2016 (第28回)   | なでしこ1部:10 なでしこ2部:10 チャレンジ:12 (東:6/西:6) | なでしこリーグ1部は2回戦総当たり（全18試合）のみとする。 なでしこリーグ2部は2回戦総当たり（全18試合）に削減。 チャレンジリーグ（3部相当）は、12チームを東西2グループに分けて3回戦総当たり（全15試合）を行うことは前年までと変わりないが、東西それぞれの1位・2位、3位・4位、5位・6位による4チームずつ3組のプレーオフ（1回戦総当たり）を行い1位から12位までを決定するよう変更された。 |
| 2017 (第29回)   | なでしこ1部:10 なでしこ2部:10 チャレンジ:12 (東:6/西:6) | なでしこリーグ1部は2回戦総当たり（全18試合）のみとする。 なでしこリーグ2部は2回戦総当たり（全18試合）に削減。 チャレンジリーグ（3部相当）は、12チームを東西2グループに分けて3回戦総当たり（全15試合）を行うことは前年までと変わりないが、東西それぞれの1位・2位、3位・4位、5位・6位による4チームずつ3組のプレーオフ（1回戦総当たり）を行い1位から12位までを決定するよう変更された。 |
| 2018 (第30回)   | なでしこ1部:10 なでしこ2部:10 チャレンジ:12 (東:6/西:6) | なでしこリーグ1部は2回戦総当たり（全18試合）のみとする。 なでしこリーグ2部は2回戦総当たり（全18試合）に削減。 チャレンジリーグ（3部相当）は、12チームを東西2グループに分けて3回戦総当たり（全15試合）を行うことは前年までと変わりないが、東西それぞれの1位・2位、3位・4位、5位・6位による4チームずつ3組のプレーオフ（1回戦総当たり）を行い1位から12位までを決定するよう変更された。 |
| 2019 (第31回)   | なでしこ1部:10 なでしこ2部:10 チャレンジ:12 (東:6/西:6) | なでしこリーグ1部は2回戦総当たり（全18試合）のみとする。 なでしこリーグ2部は2回戦総当たり（全18試合）に削減。 チャレンジリーグ（3部相当）は、12チームを東西2グループに分けて3回戦総当たり（全15試合）を行うことは前年までと変わりないが、東西それぞれの1位・2位、3位・4位、5位・6位による4チームずつ3組のプレーオフ（1回戦総当たり）を行い1位から12位までを決定するよう変更された。 |
| 2020 (第32回)   | なでしこ1部:10 なでしこ2部:10 チャレンジ:12 (東:6/西:6) | 1部・2部は2016年-2019年の方式と同様。 チャレンジリーグは新型コロナウイルス感染症流行の影響により、2回戦総当たりに削減のうえ、順位決定戦も決勝戦（東西1位同士によるホーム&アウェー）・3位決定戦（東西2位同士によるホーム&アウェー）のみ実施となった。 |
| 2021 (第33回)   | なでしこ1部:12 なでしこ2部:8                            | WEリーグ発足に伴い、日本女子サッカーリーグは2部制に再編。1部2部とも2回戦総当たり。 |
| 2022 (第34回)   | なでしこ1部:12 なでしこ2部:10                           | 1部2部とも2回戦総当たり。1部は全22節、2部は全18節。 |
| 2023 (第35回)   | なでしこ1部:12 なでしこ2部:10                           | 1部2部とも2回戦総当たり。1部は全22節、2部は全18節。 |
| 2024 (第36回)   | なでしこ1部:12 なでしこ2部:12                           | 1部2部とも2回戦総当たり全22節。 |
| 2025 (第37回)   | なでしこ1部:12 なでしこ2部:12                           | 1部2部とも2回戦総当たり全22節。 |

- 2003年までの名称は「第○回」で、2004年からは西暦での表記に変更されている。ただしクラブが作成のポスターなどに回数での表記が見られることがある。

## 表彰
以下の規定は2018年度のもの。

### なでしこリーグ1部

#### チーム表彰
- 優勝・2位・3位チーム
- フェアプレー賞（反則ポイントの最少チームに与える。ただし退場および退席の理由に重大な行為があった場合は該当チームから除外する場合がある。 同ポイントの場合、上位チームを優先とする）

#### 個人表彰
- 最優秀選手賞（原則として1名。優勝チームのうち、最も貢献した選手。または優勝チーム以外で、リーグの技術・発展に寄与したり、今後破られることがないと思われる記録を樹立した選手を表彰）
- 得点王（最多得点を挙げた選手。複数名いる場合はその人数分）
- 新人賞（なでしこリーグ登録初年度、ないしは登録2年目で前年の試合出場数が全試合の4分の1に満たない選手を対象とするが、基本的に2年目の選手との比較で、登録初年度の選手を優先して審査する）
- 敢闘賞（優勝チーム以外から、優勝争いに加わったチームで最も貢献した選手1人）
- ベスト11（活躍が顕著と認められた選手11人。GKは1人のみ、外国人選手は3名以内）
- 優勝監督賞（優勝チームの監督に対して）
- 特別賞（上記の賞の対象外で、リーグ発展に寄与ないしは話題となった、もしくは大記録を樹立したチームおよび選手。理事会によって選考）
- 最優秀審判賞（日本サッカー協会審判委員会の推薦で1名）

### なでしこリーグ2部
なでしこリーグ1部と表彰条件が同じ場合は省略し、相違点のみを記す。

#### チーム表彰
- 優勝・2位・3位チーム
- フェアプレー賞

#### 個人表彰
- 最優秀選手賞
- 得点王
- 新人賞

### チャレンジリーグ
なでしこリーグ1部・2部と表彰条件が同じ場合は省略し、相違点のみを記す。

#### チーム表彰
- 優勝チーム
- フェアプレー賞

#### 個人表彰
- 最優秀選手賞
- 得点王
- 新人賞

### 共通表彰
- 特別クラブ賞（リーグ発展に特に貢献したクラブ。理事会によって選考）
- 日本女子サッカーリーグ第1回から数えて、所属するディビジョンに関係なく合計200、300試合出場者に対する記念賞

### 年度別表彰受賞者

#### 最優秀選手賞
| 年度 | 選手名                 | 当時所属クラブ             | ポジション | 国籍       |
| ---- | ---------------------- | -------------------------- | ---------- | ---------- |
| 1989 | 半田悦子               | 清水FCレディース           | FW         | 日本       |
| 1990 | 野田朱美               | 読売ベレーザ               | MF         | 日本       |
| 1991 | 手塚貴子               | 読売ベレーザ               | FW         | 日本       |
| 1992 | 高倉麻子               | 読売ベレーザ               | MF         | 日本       |
| 1993 | 高倉麻子               | 読売ベレーザ               | MF         | 日本       |
| 1994 | 埴田真紀               | 松下電器LSCバンビーナ      | DF         | 日本       |
| 1995 | シャーメイン・フーパー | プリマハムFCくノ一         | FW         | カナダ     |
| 1996 | リンダ・メダレン       | 日興證券ドリームレディース | FW         | ノルウェー |
| 1997 | 山木里恵               | 日興證券ドリームレディース | DF         | 日本       |
| 1998 | アグネッテ・カールセン | 日興證券ドリームレディース | MF         | ノルウェー |
| 1999 | 井坂美都               | プリマハムFCくノ一         | FW         | 日本       |
| 2000 | 原歩                   | 日テレ・ベレーザ           | MF         | 日本       |
| 2001 | 酒井與恵               | 日テレ・ベレーザ           | MF         | 日本       |
| 2002 | 酒井與恵               | 日テレ・ベレーザ           | MF         | 日本       |
| 2003 | 大谷未央               | 田崎ペルーレFC             | FW         | 日本       |
| 2004 | 安藤梢                 | さいたまレイナス           | FW         | 日本       |
| 2005 | 大野忍                 | 日テレ・ベレーザ           | FW         | 日本       |
| 2006 | 澤穂希                 | 日テレ・ベレーザ           | MF         | 日本       |
| 2007 | 大野忍                 | 日テレ・ベレーザ           | FW         | 日本       |
| 2008 | 澤穂希                 | 日テレ・ベレーザ           | MF         | 日本       |
| 2009 | 安藤梢                 | 浦和レッズレディース       | FW         | 日本       |
| 2010 | 大野忍                 | 日テレ・ベレーザ           | FW         | 日本       |
| 2011 | 川澄奈穂美             | INAC神戸レオネッサ         | FW         | 日本       |
| 2012 | 高瀬愛実               | INAC神戸レオネッサ         | FW         | 日本       |
| 2013 | 川澄奈穂美             | INAC神戸レオネッサ         | FW         | 日本       |
| 2014 | 後藤三知               | 浦和レッズレディース       | FW         | 日本       |
| 2015 | 阪口夢穂               | 日テレ・ベレーザ           | MF         | 日本       |
| 2016 | 阪口夢穂               | 日テレ・ベレーザ           | MF         | 日本       |
| 2017 | 阪口夢穂               | 日テレ・ベレーザ           | MF         | 日本       |
| 2018 | 田中美南               | 日テレ・ベレーザ           | FW         | 日本       |
| 2019 | 田中美南               | 日テレ・ベレーザ           | FW         | 日本       |
| 2020 | 菅澤優衣香             | 浦和レッズレディース       | FW         | 日本       |
| 2021 | 杉田亜未               | 伊賀FCくノ一三重           | MF         | 日本       |
| 2022 | 大竹麻友               | スフィーダ世田谷FC         | FW         | 日本       |
| 2023 | 鈴木陽                 | オルカ鴨川FC               | FW         | 日本       |
| 2024 | 齊藤夕眞               | ヴィアマテラス宮崎         | FW         | 日本       |

#### 得点王
| 年度 | 選手名                 | 当時所属クラブ                   | 国籍           | 得点数 |
| ---- | ---------------------- | -------------------------------- | -------------- | ------ |
| 1989 | 周台英                 | 清水FCレディース                 | 台湾           | 12     |
| 1990 | 野田朱美               | 読売ベレーザ                     | 日本           | 16     |
| 1991 | 手塚貴子               | 読売ベレーザ                     | 日本           | 29     |
| 1992 | リンダ・メダレン       | 日興證券ドリームレディース       | ノルウェー     | 17     |
| 1993 | 半田悦子               | 鈴与清水FCラブリーレディース     | 日本           | 14     |
| 1994 | シャーメイン・フーパー | プリマハムFCくノ一               | カナダ         | 24     |
| 1995 | シャーメイン・フーパー | プリマハムFCくノ一               | カナダ         | 27     |
| 1996 | リンダ・メダレン       | 日興證券ドリームレディース       | ノルウェー     | 29     |
| 1997 | アンネリ・アンデレン   | 鈴与清水FCラブリーレディース     | スウェーデン   | 19     |
| 1998 | 泉美幸                 | 鈴与清水FCラブリーレディース     | 日本           | 21     |
| 1999 | 井坂美都               | プリマハムFCくノ一               | 日本           | 21     |
| 2000 | 小林弥生               | 日テレ・ベレーザ                 | 日本           | 4      |
| 2001 | 大谷未央               | 田崎ペルーレFC                   | 日本           | 5      |
| 2002 | 大谷未央               | 田崎ペルーレFC                   | 日本           | 5      |
| 2003 | 大谷未央               | 田崎ペルーレFC                   | 日本           | 33     |
| 2004 | 安藤梢                 | さいたまレイナス                 | 日本           | 12     |
| 2005 | 大谷未央               | TASAKIペルーレFC                 | 日本           | 25     |
| 2006 | 永里優季               | 日テレ・ベレーザ                 | 日本           | 18     |
| 2007 | 大野忍                 | 日テレ・ベレーザ                 | 日本           | 23     |
| 2008 | 大野忍                 | 日テレ・ベレーザ                 | 日本           | 20     |
| 2009 | 安藤梢                 | 浦和レッズレディース             | 日本           | 18     |
| 2010 | 大野忍                 | 日テレ・ベレーザ                 | 日本           | 13     |
| 2011 | 川澄奈穂美             | INAC神戸レオネッサ               | 日本           | 12     |
| 2011 | 大野忍                 | INAC神戸レオネッサ               | 日本           | 12     |
| 2012 | 高瀬愛実               | INAC神戸レオネッサ               | 日本           | 20     |
| 2013 | ゴーベル・ヤネズ       | INAC神戸レオネッサ               | アメリカ合衆国 | 15     |
| 2014 | 菅澤優衣香             | ジェフ千葉レディース             | 日本           | 20     |
| 2015 | 菅澤優衣香             | ジェフ千葉レディース             | 日本           | 15     |
| 2016 | 田中美南               | 日テレ・ベレーザ                 | 日本           | 18     |
| 2017 | 田中美南               | 日テレ・ベレーザ                 | 日本           | 15     |
| 2018 | 田中美南               | 日テレ・ベレーザ                 | 日本           | 15     |
| 2019 | 田中美南               | 日テレ・ベレーザ                 | 日本           | 20     |
| 2020 | 菅澤優衣香             | 浦和レッズレディース             | 日本           | 17     |
| 2021 | 西川明花               | 伊賀FCくノ一三重                 | 日本           | 19     |
| 2022 | 千葉園子               | ASハリマアルビオン               | 日本           | 14     |
| 2023 | 神谷千菜               | 朝日インテック・ラブリッジ名古屋 | 日本           | 14     |
| 2024 | 土屋佑津季             | 静岡SSUボニータ                  | 日本           | 22     |

- 2000年から2002年は上位リーグでの得点数。

#### 敢闘賞
| 年度 | 選手名                   | 当時所属クラブ                     | 国籍     |
| ---- | ------------------------ | ---------------------------------- | -------- |
| 1989 | 瀬尾智美                 | 田崎真珠神戸レディース             | 日本     |
| 1989 | 東明有美                 | プリマハムFCくノ一                 | 日本     |
| 1989 | 都築亜紀                 | 清水FCレディース                   | 日本     |
| 1990 | 松田理子                 | プリマハムFCくノ一                 | 日本     |
| 1990 | 弘中和子                 | 日産FCレディース                   | 日本     |
| 1990 | 坂田恵                   | 日産FCレディース                   | 日本     |
| 1990 | 内山環                   | 田崎神戸レディース                 | 日本     |
| 1991 | 鈴木政江                 | 日興證券ドリームレディース         | 日本     |
| 1991 | 田代久美子               | 日興證券ドリームレディース         | 日本     |
| 1991 | 澤穂希                   | 読売サッカークラブ女子・ベレーザ   | 日本     |
| 1991 | 宮川あずさ               | 読売サッカークラブ女子・ベレーザ   | 日本     |
| 1992 | 榊原千華                 | 鈴与清水FCラブリーレディース       | 日本     |
| 1992 | 李艶杰                   | 松下電器LSCバンビーナ              |          |
| 1992 | キャリー・セアウェトニク | フジタ天台SCマーキュリー           | カナダ   |
| 1992 | 澤穂希                   | 読売日本サッカークラブ女子ベレーザ | 日本     |
| 1993 | 藤井奈々                 | 読売ベレーザ                       | 日本     |
| 1993 | 五味與恵                 | 読売ベレーザ                       | 日本     |
| 1993 | 加賀屋千由紀             | 鈴与清水FCラブリーレディース       | 日本     |
| 1993 | 高嶋美奈子               | 日産FCレディース                   | 日本     |
| 1994 | 李艶杰                   | 松下電器LSCバンビーナ              |          |
| 1995 | 埴田真紀                 | 松下電器パナソニックバンビーナ     | 日本     |
| 1995 | へザー・マッキンタイアー | フジタSCマーキュリー               |          |
| 1996 | 温莉蓉                   | プリマハムFCくノ一                 | 中国     |
| 1997 | ディナ・スミス           | 読売西友ベレーザ                   |          |
| 1998 | 中地舞                   | 読売ベレーザ                       | 日本     |
| 1999 | 山口小百合               | 田崎ペルーレFC                     | 日本     |
| 2000 | 岸一美                   | 浦和レイナスFC                     | 日本     |
| 2000 | 伊藤香菜子               | 日テレ・ベレーザ                   | 日本     |
| 2001 | 岸一美                   | 浦和レイナスFC                     | 日本     |
| 2001 | 小野寺志保               | 日テレ・ベレーザ                   | 日本     |
| 2002 | 小野寺志保               | 日テレ・ベレーザ                   | 日本     |
| 2002 | 佐藤舞                   | ASエルフェン狭山                   | 日本     |
| 2002 | 中島未来                 | 清水第八プレアデス                 | 日本     |
| 2003 | 小野寺志保               | 日テレ・ベレーザ                   | 日本     |
| 2003 | 宮間あや                 | 岡山湯郷Belle                      | 日本     |
| 2004 | 荒川恵理子               | 日テレ・ベレーザ                   | 日本     |
| 2005 | 磯﨑浩美                 | TASAKIペルーレFC                   | 日本     |
| 2006 | 柳田美幸                 | 浦和レッズレディース               | 日本     |
| 2007 | 磯﨑浩美                 | TASAKIペルーレFC                   | 日本     |
| 2008 | プレチーニャ             | INACレオネッサ                     | ブラジル |
| 2009 | 大野忍                   | 日テレ・ベレーザ                   | 日本     |
| 2010 | 山郷のぞみ               | 浦和レッズレディース               | 日本     |
| 2011 | 岩渕真奈                 | 日テレ・ベレーザ                   | 日本     |
| 2012 | 永里亜紗乃               | 日テレ・ベレーザ                   | 日本     |
| 2013 | 岩清水梓                 | 日テレ・ベレーザ                   | 日本     |
| 2014 | 阪口夢穂                 | 日テレ・ベレーザ                   | 日本     |
| 2015 | 上尾野辺めぐみ           | アルビレックス新潟レディース       | 日本     |
| 2016 | 横山久美                 | AC長野パルセイロ・レディース       | 日本     |
| 2017 | 中島依美                 | INAC神戸レオネッサ                 | 日本     |
| 2018 | 中島依美                 | INAC神戸レオネッサ                 | 日本     |
| 2019 | 菅澤優衣香               | 浦和レッズレディース               | 日本     |
| 2020 | 長谷川唯                 | 日テレ・東京ヴェルディベレーザ     | 日本     |
| 2021 | 大竹麻友                 | スフィーダ世田谷FC                 | 日本     |
| 2022 | 千葉園子                 | ASハリマアルビオン                 | 日本     |
| 2023 | 神谷千菜                 | 朝日インテック・ラブリッジ名古屋   | 日本     |
| 2024 | 土屋佑津季               | 静岡SSUボニータ                    | 日本     |

#### 新人賞
| 年度 | 選手名             | 当時所属クラブ                  | ポジション | 国籍           |
| ---- | ------------------ | ------------------------------- | ---------- | -------------- |
| 1989 | 永野伴美           | 清水FCレディース                | MF         | 日本           |
| 1989 | 大竹奈美           | 読売ベレーザ                    | FW         | 日本           |
| 1989 | 山木里恵           | 日産FCレディース                | DF         | 日本           |
| 1989 | 泉美幸             | 新光精工FCクレール              | FW         | 日本           |
| 1990 | 小野寺志保         | 読売ベレーザ                    | GK         | 日本           |
| 1991 | 大部由美           | 日興證券ドリームレディース      | DF         | 日本           |
| 1992 | 森本佑子           | プリマハムFCくノ一              | MF         | 日本           |
| 1993 | 武岡恵美子         | 日興證券ドリームレディース      | FW         | 日本           |
| 1994 | 井坂美都           | 浦和レディースFC                | FW         | 日本           |
| 1995 | 磯﨑浩美           | 田崎ペルーレFC                  | DF         | 日本           |
| 1996 | ナタリー・ニートン | 読売西友ベレーザ                | FW         | アメリカ合衆国 |
| 1997 | 中地舞             | 読売西友ベレーザ                | DF         | 日本           |
| 1998 | 津波古友美子       | 鈴与清水FCラブリーレディース    | DF         | 日本           |
| 1999 | 相澤舞衣           | 松下電器パナソニック バンビーナ | MF         | 日本           |
| 2000 | 山本絵美           | 田崎ペルーレFC                  | MF         | 日本           |
| 2001 | 稲葉昌美           | 宝塚バニーズ                    |            | 日本           |
| 2002 | 安藤梢             | さいたまレイナス                | FW         | 日本           |
| 2003 | 近賀ゆかり         | 日テレ・ベレーザ                | MF         | 日本           |
| 2004 | 村岡夏希           | 伊賀フットボールクラブくノ一    | FW         | 日本           |
| 2005 | 丸山桂里奈         | 東京電力女子サッカー部マリーゼ  | FW         | 日本           |
| 2006 | 松田典子           | 浦和レッズレディース            | FW         | 日本           |
| 2007 | 矢野喬子           | 浦和レッズレディース            | DF         | 日本           |
| 2008 | 岩渕真奈           | 日テレ・ベレーザ                | FW         | 日本           |
| 2009 | 高瀬愛実           | INAC神戸レオネッサ              | FW         | 日本           |
| 2010 | 藤田のぞみ         | 浦和レッズレディース            | MF         | 日本           |
| 2011 | 吉良知夏           | 浦和レッズレディース            | FW         | 日本           |
| 2012 | 髙畑志帆           | 浦和レッズレディース            | MF         | 日本           |
| 2013 | 上野紗稀           | ジェフ千葉レディース            | DF         | 日本           |
| 2014 | 乗松瑠華           | 浦和レッズレディース            | DF         | 日本           |
| 2015 | 清家貴子           | 浦和レッズレディース            | FW         | 日本           |
| 2016 | 杉田妃和           | INAC神戸レオネッサ              | MF         | 日本           |
| 2017 | 福田ゆい           | INAC神戸レオネッサ              | MF         | 日本           |
| 2018 | 宮澤ひなた         | 日テレ・ベレーザ                | FW         | 日本           |
| 2019 | 三浦紗津紀         | INAC神戸レオネッサ              | DF         | 日本           |
| 2020 | 水野蕗奈           | INAC神戸レオネッサ              | MF         | 日本           |
| 2021 | 山田仁衣奈         | 愛媛FCレディース                | FW         | 日本           |
| 2022 | 倉富祐歌           | スフィーダ世田谷FC              | DF         | 日本           |
| 2023 | 田子夏海           | 愛媛FCレディース                | FW         | 日本           |
| 2024 | 藤原愛里           | スフィーダ世田谷FC              | MF         | 日本           |

## イメージソング
略称をL・リーグとした1994年と、「mocなでしこリーグ」となった2006年、さらに「なでしこブーム」後の2012年にイメージソングが作られている。

### L・リーグ
1994年9月28日、L・リーグは公式テーマソング「WE ARE THE WINNERS」を発表した。これは社団法人日本音楽事業者協会の30周年記念行事として行われた「クロスマーケティング・キャンペーン」の一環によるもので、モーリス・ホワイトによるこの曲の日本語版が翌1995年2月下旬に酒井法子らにより発売された。また4月26日には各クラブのイメージソングが発表され、のちに市販されるとともに試合会場でも流された。
| 歌手名                                           | 曲名                         | レーベル                   | 発売日        |
| ------------------------------------------------ | ---------------------------- | -------------------------- | ------------- |
| リン・リンゼイ モーリス・ホワイト (プロデュース) | WE ARE THE WINNERS           | 日本コロムビア             | 1995年1月21日 |
| 酒井法子 with L・リーガーズ (♪)                  | OH OH OH~ We are the Winners | ビクターエンタテインメント | 1995年2月22日 |
| タイガース・メモリアル・ クラブ・バンド          | OH OH OH~ We are the Winners | ポリスター                 | 1995年2月25日 |
| キッス・イン・ザ・ダーク                         | OH OH OH~ We are the Winners | 日本コロムビア             | 1995年2月21日 |

♪＝L・リーガーズ：L・リーグ選手がボランティアでコーラス参加 (メンバーは次のとおり)
- 宇野涼子（読売西友ベレーザ）
- 沼淳子（松下電器パナソニックバンビーナ）
- 坂田恵（プリマハムFCくノ一）
- 望月千年成（鈴与清水FCラブリーレディース）
- 武岡イネス恵美子（日興證券ドリームレディース）
- 高嶋美奈子（シロキFCセレーナ）
- 持田紀与子（TOKYO SHiDAX LSC）
- 片桐ひろみ（フジタ天台SCマーキュリー）
- 佐藤恵子（旭国際バニーズ）
- 村上ゆみ（浦和レディースFC）

| チーム名                              | 歌手名       | 曲名                                | レーベル                       | 発売日        |
| ------------------------------------- | ------------ | ----------------------------------- | ------------------------------ | ------------- |
| 読売西友ベレーザ                      | 和田アキ子   | 約束の夢                            | ワーナーミュージック・ジャパン | 1995年5月25日 |
| TOKYO SHiDAX LSC                      | マルシア     | AMOR…SAUDADE                        | 日本コロムビア                 | 1995年4月21日 |
| 鈴与清水FCラブリーレディース          | Ah-ya (あや) | Trust～今日が始まる～               | BMGビクター                    | 1995年5月24日 |
| プリマハムFCくノ一                    | かとうれいこ | Brand-new Days                      | ポニーキャニオン               | 1995年7月21日 |
| 松下電器パナソニック バンビーナ       | 佐藤聖子     | VOICE                               | フォーライフ・レコード         | 1995年5月19日 |
| 田崎ペルーレFC                        | Mika (みか)  | BRIGHTEST BLUE                      | バップ                         | 1995年6月1日  |
| 日興證券ドリームレディース            | 早見優       | CHANCE～めぐりあいを 宝石にかえて～ | 東芝EMI                        | 1995年6月7日  |
| フジタサッカークラブ・ マーキュリー   | 三浦理恵子   | Girls, be ambitious!                | イーストウエスト・ジャパン     | 1995年6月10日 |
| シロキFCセレーナ                      | 生稲晃子     | ファンキー ララバイ                 | イーストウエスト・ジャパン     | 1995年6月10日 |
| 宝塚バニーズ レディースサッカークラブ | 日向薫       | Eeyo Eeyo SAMBA!                    | 日本コロムビア                 | 1995年4月21日 |
| 宝塚バニーズ レディースサッカークラブ | 郷真由加     | パープル・イレブン                  | 日本コロムビア                 | 1995年4月21日 |

### mocなでしこリーグ
2006年5月、mocなでしこリーグの開幕にあわせてイメージソングが発表され、試合会場では試聴版のCDが配布された。
| 歌手名 | 曲名           | レーベル      | 発売日 |
| ------ | -------------- | ------------- | ------ |
| MARKO  | It's alright!! | HONEY'S MUSIC |        |

### プレナスなでしこリーグ
2012年4月、6年ぶりにイメージソングが制定された。
| 歌手名     | 曲名         | レーベル  | 発売日        |
| ---------- | ------------ | --------- | ------------- |
| 曽根由希江 | 手をたたこう | DREAMUSIC | 2012年4月25日 |

2022年シーズン開幕会見にて公式テーマソングが発表された。2023年シーズンも継続使用される。
| 歌手名  | 曲名           | レーベル                       | 発売日        |
| ------- | -------------- | ------------------------------ | ------------- |
| ZILLION | One Day        | ソニー・ミュージックレーベルズ | 2022年6月1日  |
| ZILLION | One Day (2023) | ソニー・ミュージックレーベルズ | 2023年4月19日 |

## 主催団体およびスポンサー等

### 主催団体について
主催団体の一つである一般社団法人 日本女子サッカーリーグは、一般社団法人日本フットボールリーグなどと同様に日本サッカー協会（JFA）の下部団体として位置づけられており、公益財団法人日本サッカー協会基本規程第71条第2項に基づき、規程の改定にはJFA理事会での承認が必要となる。

### トップパートナー（特別協賛）
- 株式会社プレナス （2008年より[31]。2010年から2020年までリーグカップスポンサーも兼務）

### オフィシャルスポンサー
- 共立メンテナンス (2013年-)[31][32]
- ダイハツ工業 (2021年-)[31]
- 日本トリム (2021年-)[31][33]
- SOMPOホールディングス (2024年-)[34]
- 中野冷機（2025年-）[35]

### オフィシャルメディアパートナー
- スポーツニッポン新聞社

### オフィシャルサプライヤー（公式試合球）
- 株式会社モルテン (2007年 - )

### 過去のスポンサー

#### リーグ戦
- 株式会社モック(moc) なでしこリーグ (2006 - 2008 2007年) - 当初3年契約で、スポンサーの都合により2年で打ち切られる。
- トヨタ自動車 (2011年途中-2013年）
- コナミデジタルエンタテインメント (2012年-2013年）
- 全国ファインスチール流通協議会 (2012年-2013年）
- 株式会社ドール (2012年-2013年）
- 三井住友カード (2011年-2016年)
- 全日本空輸 (2014年-2020年)
- 三越伊勢丹ホールディングス (2016年-2020年)

#### カップ戦
- 沖電気工業株式会社 L・リーグカップ (1996-1998年)
- 株式会社プレナス なでしこリーグカップ (2010年 - 2020年)

#### 公式試合球
- 株式会社ミカサ ( - 2006年)

## 中継

### テレビ放映
- 2011年までは適宜ローカル中継、あるいはケーブルテレビ局での自主制作が主であったためテレビ放送は僅少であった。
- 2012年から（実際は2011 FIFA女子ワールドカップの中断明け以降）はスカパー!とフジテレビジョンとその関連会社であるBSフジが放映権を取得し、BSフジ、スカチャン、BSスカパー!で各節1-2試合ずつの割合で放送すると共に、随時月間試合ダイジェスト番組を放送していた[36]。

### インターネット配信
- 2016シーズン、スポナビライブにおいてプレナスなでしこリーグ1部各節2試合およびプレナスなでしこリーグカップ1部の予選リーグ各節2試合と準決勝、決勝が有料配信された[37]。
- 2018シーズン、「mycujoo（マイクージュー）」とパートナーシップを締結し、プレナスなでしこリーグ１部の試合約70試合とプレナスなでしこリーグカップ1部決勝が無料で配信されることが発表された[38][39]。
- 2021シーズン、SPOTV NOW（旧・SPOZONE）にて配信開始[40][41]。
- 2022シーズンから、なでしこリーグ1部の全132試合をYouTubeにて実況付き無料配信が開始された[42]。さらに2023シーズンは各チーム専属の実況者が担当することとなった[43]。